# Phoradendron
Phoradendron is een geslacht van maretak, inheems in warme gematigde en tropische streken van Amerika. Het centrum van diversiteit is het Amazoneregenwoud. Phoradendron is het grootste geslacht van maretak in Amerika, en mogelijk het grootste geslacht van maretak in de wereld. Traditioneel werd het geslacht in de familie Viscaceae geplaatst, maar recent genetisch onderzoek, erkend door de Angiosperm Phylogeny Group, toont aan dat deze familie correct geplaatst is binnen een grotere omschrijving van de sandelhoutfamilie Santalaceae. Nuttall noemde het geslacht Phoradendron uit het Grieks phor (een dief) en dendron (boom), verwijzend naar de parasitaire gewoonte van het geslacht. Er zijn ongeveer 235 tot 240 soorten in het geslacht.

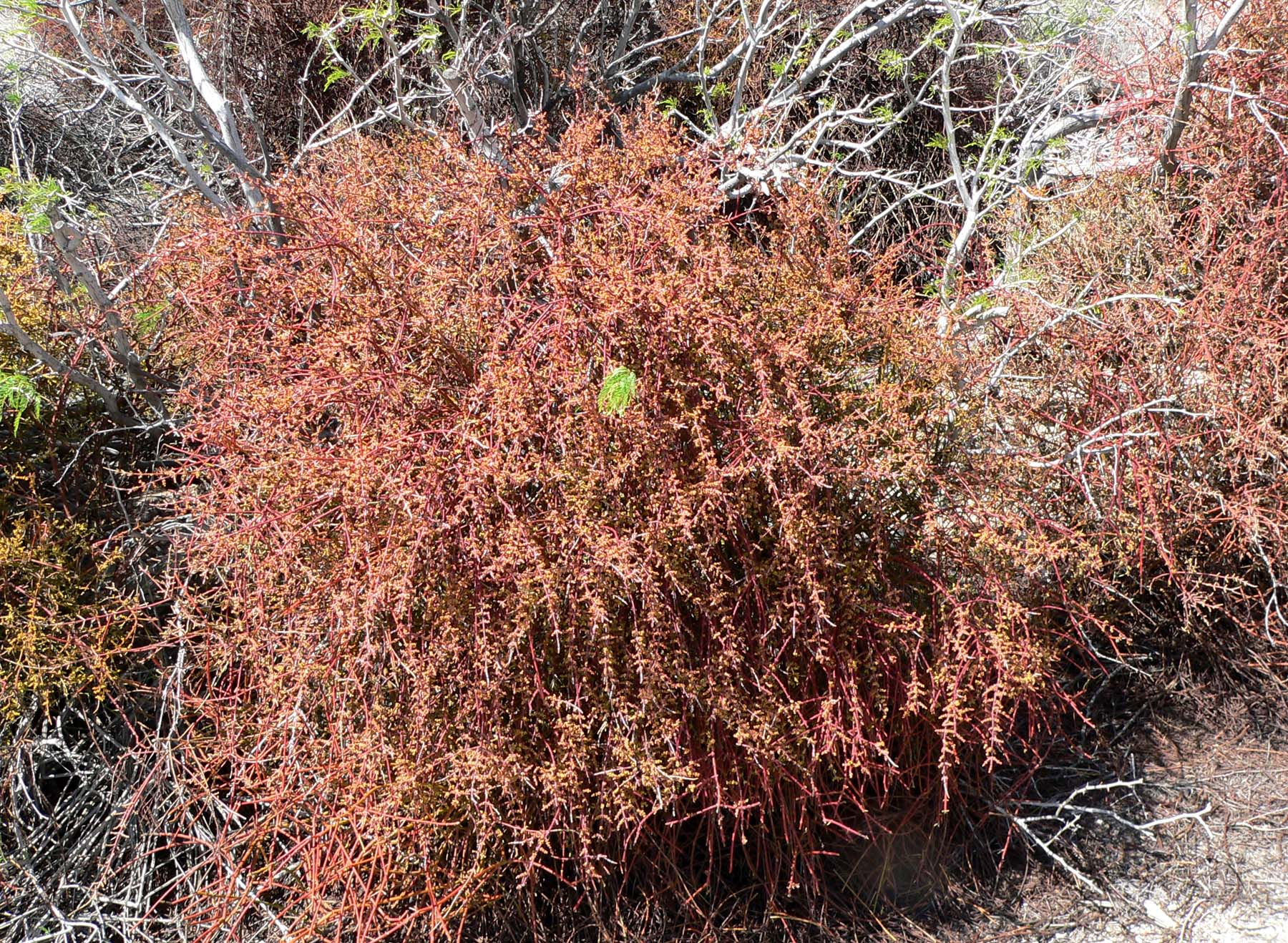
Phoradendron californicum

## Kenmerken
Het zijn houtachtige hemi-parasitaire struiken met takken van 10-80 cm (3,9-31,5 inch) lang, die aan andere bomen groeien. Het loof is dichotoom vertakt, met tegenoverliggende bladparen, die vrij groot zijn, 2-5 cm (0,79-1,97 inch) lang, groen en fotosynthetisch bij sommige soorten (bijv. P. leucarpum), maar minimaal bij sommige andere (bijv. P. californicum). Hoewel ze in staat zijn om te fotosynthetiseren, vertrouwt de plant voor sommige voedingsstoffen op zijn gastheer. De plant haalt zijn mineraal- en waterbehoefte en een deel van zijn energiebehoefte uit de waardboom met behulp van een haustorium, dat uitgroeit tot de stengels van de gastheer. De bloemen zijn onopvallend en onvolledig, geen bloembladen en 3-4 groenachtig gele kelkblaadjes, 1-3 mm (0,039-0,118 in) diameter. De vrucht is een bes, wit, geel, oranje of rood als ze volwassen is en bevat een tot meerdere zaden die zijn ingebed in zeer kleverig sap, viscin genaamd. De bloemen zijn unisexueel, en afhankelijk van de soort zal de plant eenhuizig of tweehuizig zijn (zowel mannelijke als vrouwelijke bloemen op een enkele plant of mannelijke en vrouwelijke planten met slechts één geslacht bloemen). De zaden worden verspreid wanneer vogels het fruit eten en de plakkerige zaden van hun veren verwijderen door ze af te vegen op boomtakken waar ze kunnen ontkiemen.
Het blad en de bessen van sommige soorten zijn giftig. Groene maretakken doden zelden, maar ze veroorzaken stressverminderende gewasproductie in fruit- en notenbomen. Phoradendron-planten kunnen worden onderscheiden van maretak in andere geslachten in Viscaceae door hun bloeiwijzen, die geen bladeren hebben en afkomstig zijn van een enkel vertakkingspunt of apicaal meristeem. Het kan echter moeilijk zijn om soorten binnen Phoradendron te identificeren, omdat bladvorm en kleur zelfs binnen soorten sterk kunnen variëren.

## Gastheer en symptomen
Phoradendron-soorten kunnen vele plantentaxa besmetten, waaronder netelboom (Celtis spp.) Mesquite (Prosopsis spp.), ceder, iep (Ulmus spp.) en Osage-sinaasappel. Bepaalde soorten Phoradendron zijn gastheerspecifiek. In Arizona bijvoorbeeld, besmet Phoradendron tomentosum cottonwood (Populus fremontii), platanen (Platanus wrightii), es (Fraxinus spp.), walnoot (Juglans spp.) en wilg (Salix spp.). P. californicum teistert struiken en bomen zoals acacia (Acacia spp.) en blauwe palo verde (Parkinsonia florida). Sommige soorten besmetten jeneverbessen (Juniperus spp.) en eiken (Quercus spp.). Takken worden vaak gezwollen en vervormd, waardoor noppen ontstaan en de boom vatbaarder wordt voor aantasting door insecten. Phoradendron geeft ernstige problemen langs rivieren, beken, parken en golfbanen met grote cottonwood-bomen. Loofbomen kunnen in de winter worden aangezien voor groenblijvende bomen als de infectie zwaar is. Andere veel voorkomende symptomen zijn onder meer zwellende formaties van heksenbezem, afsterving en verzwakte takken.

## Levenscyclus
Phoradendron-soorten zijn hemiparasieten die hun eigen chlorofyl produceren, maar afhankelijk zijn van de waardplant om water, mineralen en andere voedingsstoffen te leveren. Vogels zijn de belangrijkste manier om de parasiet te verspreiden. Vogels consumeren de steenvruchten van de maretak en scheiden de zaden uit of braken ze uit op de takken van de waardplant. De zaden hoeven niet te worden ingenomen om te ontkiemen. Kiemende zaden produceren een kiemwortel, een holdfast, en uiteindelijk produceren de ontkiemde zaden haustoria. Het haustorium is een wortelachtige structuur, die de schors en cambium van de waardplant binnendringt en het xyleem en floëem bereikt waar het water en mineralen extraheert, voornamelijk koolstof- en stikstofverbindingen. Een onderzoek naar de nutriëntenverhouding tussen Phoradendron en hun gastheren wees uit, dat de parasiet hogere concentraties stikstof en mineralen heeft, vooral in vlinderbloemige gastheren. Dit suggereert dat de parasiet actief voedingsstoffen uit de waardplant trekt via zowel het xyleem als het floëem, waardoor de alternatieve theorie van de passieve opname van voedingsstoffen door de parasiet alleen uit het xyleem van de gastheer wordt uitgedaagd. De belangrijkste vogels voor effectieve verspreiding zijn de ceder waxwing, euphonias, zijdeachtige vliegenvangers, bluebirds en lijsters.

## Beheer
Bladmaretak kan een nadelige invloed hebben op bomen, die groeien in stedelijke omgevingen en in bossen. Het wordt als hinderlijk beschouwd in stedelijke omgevingen vanwege het voorkomen op loofbomen in de winter. Ernstige kolonisatie van maretak kan de gezondheid van een individuele boom aantasten en een boom die al door andere factoren wordt gestrest kan worden gedood. Bosfragmentatie kan de Phoradendron-infectiepercentages bij sommige eiken verhogen, omdat bomen in bossen met een lagere dichtheid en bomen die dichter bij de randen van de bossen staan meer kans hebben om door de maretak te worden gekoloniseerd. Controle- en beheersregimes omvatten het water geven van de waardplant om de groeikracht te verbeteren en het verwijderen van aangetaste vegetatie. Het snoeien van aangetaste takken is over het algemeen niet effectief omdat de haustoria diep kan infiltreren. Het plukken van het maretakkruid is een tijdelijke behandeling omdat het gemakkelijk terug groeit, maar het schaars houden van het kruid kan helpen om de zaadproductie te verminderen.

## Wildlife & menselijk gebruik
Phorodendron-soorten zijn larvale waardplanten voor een aantal Lepidoptera. De duindoorn-duskywing (Erynnis pacuvius) voedt zich met Phoradendron californicum. Phoradendron is het favoriete voer van de Phainopepla, een zijdeachtige vliegenvanger. Het mannetje verdedigt gebieden, waar vruchtdragende maretak in overvloed aanwezig is.
Bij sommige Phoradendron-soorten kunnen er in feite enkele mutualistische interacties zijn tussen de parasiet en de gastheer. De aanwezigheid van Phoradendron juniperinum op de gastheer Juniperus monosperma, bijvoorbeeld, zou de verspreiding van de zaden van de gastheer door vogels vergroten. De maretakbessen kunnen plantenetende vogels (bijvoorbeeld lijsters) aantrekken om de zaden van de gastheerjeneverbes op te eten en ze te verspreiden. Het netto voordeel voor de hosts is echter moeilijk te kwantificeren. De vogels verspreiden de zaden van de gastheer en profiteren tegelijkertijd van de gastheer, terwijl ze tegelijkertijd de zaden van de maretak verspreiden en de Phoradendron-infectie verspreiden. Phoradendron californicum werd door inheemse Amerikaanse volkeren gebruikt als voedsel en medicinale remedie. Sommige Phoradendron-soorten, zoals Phoradendron serotinum en Phoradendron flavescens, worden in Noord-Amerika gebruikt als kerstversiering, ter vervanging van het Europese maretak Viscum album. Ze worden voor dat doel commercieel geoogst.

## Soorten
- Phoradendron aequatoris Urb.
- Phoradendron anceps (Spreng.) G.Maza
- Phoradendron argentinum
- Phoradendron barahonae Urb. & Trel.
- Phoradendron bolleanum (Seem.) Eichl.
- Phoradendron californicum Nutt.
- Phoradendron canzacotoi Trel.
- Phoradendron capitellatum Torr. ex Trel.
- Phoradendron coryae Trel.
- Phoradendron crassifolium
- Phoradendron densum Torr. ex Trel.
- Phoradendron dichotomum (Bertero) Krug & Urb.
- Phoradendron emarginatum
- Phoradendron flavescens zelfde als Phoradendron leucarpum
- Phoradendron hawksworthii (DC.) Griseb.
- Phoradendron hexastichum (DC.) Griseb.
- Phoradendron hieronymi
- Phoradendron juniperinum A.Gray
- Phoradendron leucarpum (Raf.) Reveal & M.C.Johnst. (syn. P. flavescens, P. serotinum, P. tomentosum); groeit in het westen evenals in een lijn in het oosten van New Jersey naar Florida.
- Phoradendron libocedri (Engelm.) Howell
- Phoradendron liga
- Phoradendron macrophyllum (Engelm.) Cockerell
- Phoradendron madisonii Kuijt
- Phoradendron mathiasenii
- Phoradendron mucronatum (DC.) Krug & Urban
- Phoradendron nickrentianum Kuijt
- Phoradendron olae
- Phoradendron pauciflorum Torr.
- Phoradendron piperoides (Kunth) Trel.
- Phoradendron pomasquianum Trel.
- Phoradendron quadrangulare (Kunth) Griseb.
- Phoradendron racemosum (Aubl.) Krug & Urb.
- Phoradendron rubrum (L.) Griseb.
- Phoradendron serotinum zelfde als Phoradendron leucarpum.
- Phoradendron tetrapterum Krug & Urb.
- Phoradendron tomentosum (Lam.) Griseb.; zie Phoradendron leucarpum
- Phoradendron trinervium (Lam.) Griseb.
- Phoradendron tucumanense
- Phoradendron villosum (Nutt.) Nutt.
- Phoradendron wiensii Kuijt